# Simon Friedli
Simon Friedli (ur. 22 lipca 1991) – szwajcarski bobsleista, brązowy medalista mistrzostw świata.

## Kariera
Największy sukces w karierze osiągnął w 2016 roku, kiedy reprezentacja Szwajcarii w składzie: Rico Peter, Bror van der Zijde, Thomas Amrhein i Simon Friedli zdobyła brązowy medal w czwórkach podczas mistrzostw świata w Igls. W zawodach Pucharu Świata zadebiutował 4 grudnia 2011 roku w Igls, zajmując szesnaste miejsce w czwórkach. Od tego czasu kilkakrotnie stawał na podium zawodów tego cyklu, w tym 14 lutego 2016 roku w Soczi jego osada wygrała rywalizację dwójek. Jak dotąd nie startował na igrzyskach olimpijskich.